# Domingo Martínez
Domingo Martínez Aparici le plus souvent mentionné simplement Domingo Martínez (1822-1898) est un graveur espagnol.

## Biographie
Domingo Martínez naît en 1822 à Valence (Espagne).
Il est l'élève de Rafael Esteve à l'Académie royale des beaux-arts Saint-Ferdinand de Madrid, puis de Luigi Calamatta à l'École royale de gravure de Bruxelles et David Joseph Desvachez à Bruxelles.
Devenu professeur de gravure sur métal en 1855, il intègre l'Académie royale en 1859.
Il a participé, avec Carlos de Haes à la préparation des plaques des Désastres de la guerre de Francisco de Goya, pour leur publication par l'Académie royale en 1863.
Domingo Martínez meurt le 19 novembre 1898 à Madrid.

## Œuvre

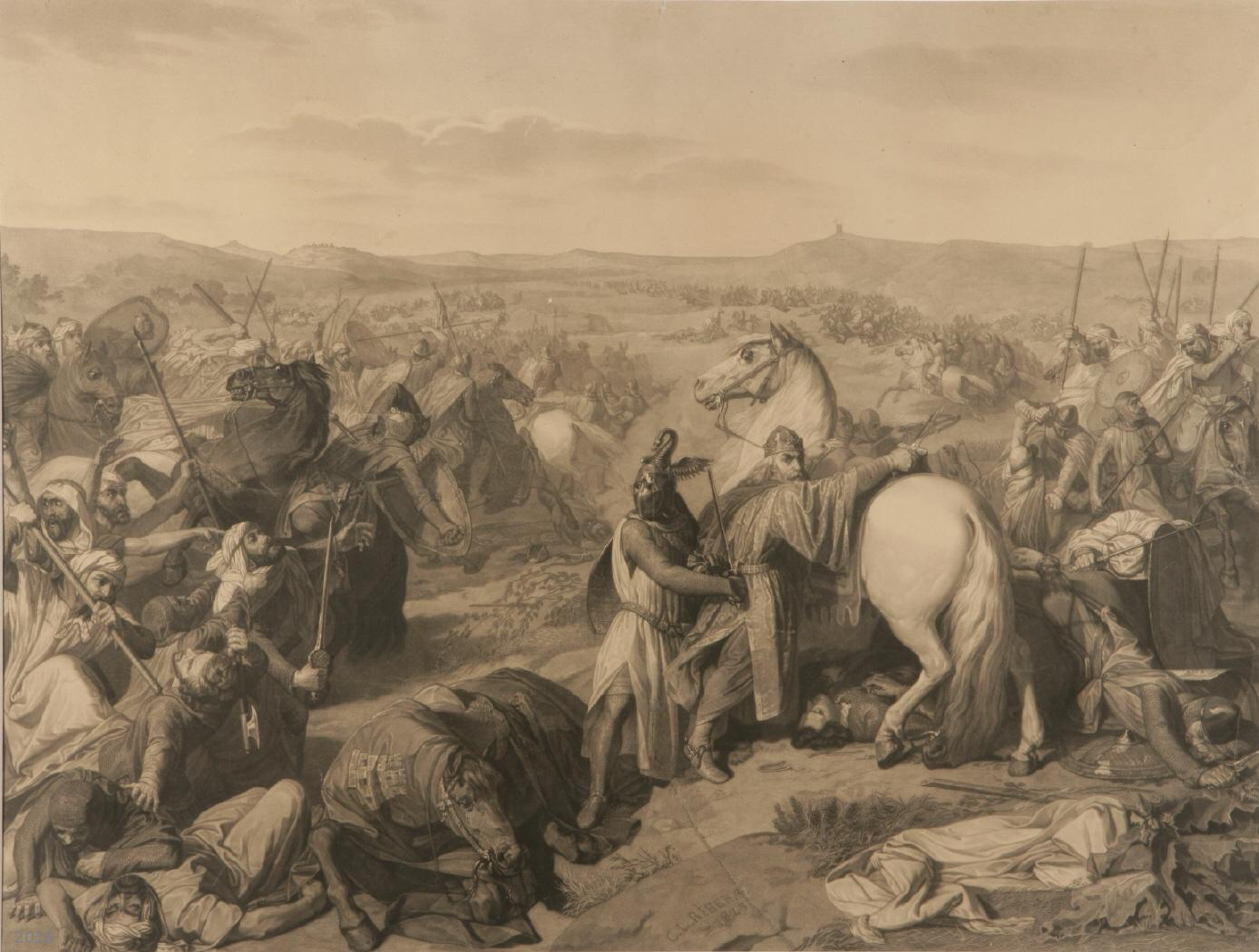
Batalla de la Sagra (1845), eau-forte de Domingo Martínez qui lui a valu sa première médaille à l'exposition de l'Académie royale.

Domingo Martínez grave principalement à l'eau-forte. Il est l'un des principaux représentants de la gravure académique espagnole de la deuxième moitié du XIXe siècle et a reçu de nombreux prix pour des gravures de différentes techniques.
Le Duc d'Osuna, Mariano Téllez Girón fait la commande à Domingo Martínez de graver un tableau de Carlos Luis de Ribera, qui lui vaut la médaille de première classe à l'Exposition nationale des beaux-arts,. Il obtient une deuxième médaille pour des copies d'œuvres de Bartolomé Esteban Murillo.
Il a réalisé d'autres copies importantes, comme Santa Isabel curando a los leprosos (d'après Murillo), La Bella Jardinera (Raphaël) et une Cabeza de estudio (Diego Vélasquez).